# Progasti gož
Progasti gož (znanstveno ime Elaphe quatuorlineata) je naša najdaljša kača, enostavno prepoznavna po štirih vzdolžnih progah na hrbtu. V Sloveniji je redek, saj je bil do sedaj opažen le na nekaj najdiščih v Slovenski Istri. Sodi v družino Colubridae, ki je v Sloveniji zastopana z osmimi vrstami. Za vse je značilno, da niso strupeni, da imajo razmeroma majhno in ozko glavo ter velike oči. Trebušne ploščice so na zunanji strani izbočene, tako da tvorijo rob vzdolž telesa. Zraste do 180 cm, včasih tudi čez dva metra. Progasti gož je v Sloveniji zavarovana živalska vrsta.

## Opis
Zgornja stran telesa je temno sivo obarvana s petimi vzdolžnimi vrstami temnih lis, ki so lahko povezane, tako da dajejo videz črt ali prog. Zgornjeustničnih plošč na glavi je osem do devet, peta in šesta od njih pa mejita na oči. Za gože je tako kot za vse ostale plazilce značilno, da imajo luskasto kožo, ki ne raste. Zato se kače občasno levijo, tako da staro kožo odložijo, pod njo pa je že nova in večja, kar jim omogoča rast.

## Življenjski prostor
Progasti goži živijo v jugovzhodni Evropi in Aziji, v Sloveniji jih najdemo večinoma na Primorskem. Njegovo življenjsko okolje so suhi in osončeni skalni ali travnati predeli, tudi svetli listnati gozdovi v dolinah rek. Spretno pleza po drevju in ni napadalen.

## Prehrana
Progasti goži se hranijo z manjšimi glodavci, kuščaricami, pticami in njihovimi jajci.

## Razmnoževanje
Goži se razmnožujejo tako, da samice v začetku poletja izležejo večje število mehko lupinastih jajc v kup razpadajočih organskih ostankov. Razvoj je neposreden, saj iz jajčec prilezejo povsem razvite mlade kače, ki pa imajo bolj pisan in kontrasten vzorec kot odrasle.